# 편형동물
편형동물(扁形動物)은 생물 분류에서 동물의 일부를 구성하는 문이다. 편형동물의 몸은 좌우대칭으로 등과 배의 구별이 있다. 좌우 대칭의 가장 첫 단계의 동물로서 바다·민물·육상에서 자유 생활을 하는 것도 있고 기생 생활을 하는 것도 있다. 현재 약 12,700종 정도가 알려져 있다. 이들은 각각 와충강·흡충강·촌충강으로 나뉜다.

## 하위 분류
전통적 분류
- 단생강(Monogenea)
- 흡충강(Trematoda)
- 조충강(Cestoda)
- 와충강(Turbellaria)

계통 분류학적 분류
- 연쇄강 또는 카테눌라류 (Catenulida)
- 붕상강 또는 랍디토포라류 (Rhabditophora)

## 참고 자료
- 이 문서에는 다음커뮤니케이션(현 카카오)에서 GFDL 또는 CC-SA 라이선스로 배포한 글로벌 세계대백과사전의 내용을 기초로 작성된 글이 포함되어 있습니다.

## 같이 보기
- 문
- 재생의학